# Anthotocus perissus
Anthotocus perissus är en skalbaggsart som beskrevs av Britton 1957. Anthotocus perissus ingår i släktet Anthotocus och familjen Melolonthidae. Inga underarter finns listade i Catalogue of Life.